# Reisighof
Reisighof (oberfränkisch: Raisich) ist ein Gemeindeteil der Gemeinde Ködnitz im Landkreis Kulmbach (Oberfranken, Bayern). Reisighof liegt in der Gemarkung Ködnitz.

## Geographie
Die Einöde liegt auf dem Rangen, einem Höhenzug des Obermainischen Hügellandes. Das Gelände fällt nördlich ins Tal des Mühlgrabens und östlich ins Tal des Veitsgrabens ab, beides linke Zuflüsse des Weißen Mains. Eine Gemeindeverbindungsstraße führt zur Kreisstraße KU 10 (1 km westlich) bzw. nach Ködnitz zur Staatsstraße 2182 (1 km südöstlich).

## Geschichte
Der Ort wurde 1398 als „Hertweygeshofe“ erstmals urkundlich erwähnt. Das Bestimmungswort ist Harduwich, der Personenname des Siedlungsgründers. Ab dem 18. Jahrhundert wurde das Anwesen umgangssprachlich „Reisighof“ genannt (ab 1740 belegt), was dann im 19. Jahrhundert zur offiziellen Bezeichnung wurde. Reisig bezeichnet Niederholz mit geringem Durchmesser. Dieses war wohl beim Hof vorzufinden und wurde namensgebend.
Reisighof gehörte zur Realgemeinde Ködnitz. Gegen Ende des 18. Jahrhunderts bestand Reisighof aus einem Anwesen. Das Hochgericht übte das bayreuthische Stadtvogteiamt Kulmbach aus. Das Stiftskastenamt Himmelkron war Grundherr des Hofes.
Von 1797 bis 1810 unterstand der Ort dem Justiz- und Kammeramt Kulmbach. Mit dem Gemeindeedikt wurde Reisighof dem 1811 gebildeten Steuerdistrikt Tennach und der 1812 gebildeten gleichnamigen Ruralgemeinde zugewiesen. 1818 wurde der Gemeindesitz nach Ködnitz verlegt und die Gemeinde dementsprechend umbenannt.

### Einwohnerentwicklung
| Jahr      | 001818 | 001861 | 001871 | 001885 | 001900 | 001925 | 001950 | 001961 | 001970 | 001987 |
| Einwohner | 8      | 11     | 12     | 10     | 8      | 9      | 25     | 13     | 14     | 8      |
| Häuser    | 1      |        |        | 1      | 1      | 2      | 2      | 2      |        | 2      |
| Quelle    | [ 9 ]  | [ 12 ] | [ 13 ] | [ 14 ] | [ 15 ] | [ 16 ] | [ 17 ] | [ 18 ] | [ 19 ] | [ 1 ]  |

## Religion
Reisighof ist seit der Reformation evangelisch-lutherisch geprägt und nach St. Johannes (Trebgast) gepfarrt.